# 布萊克福德山

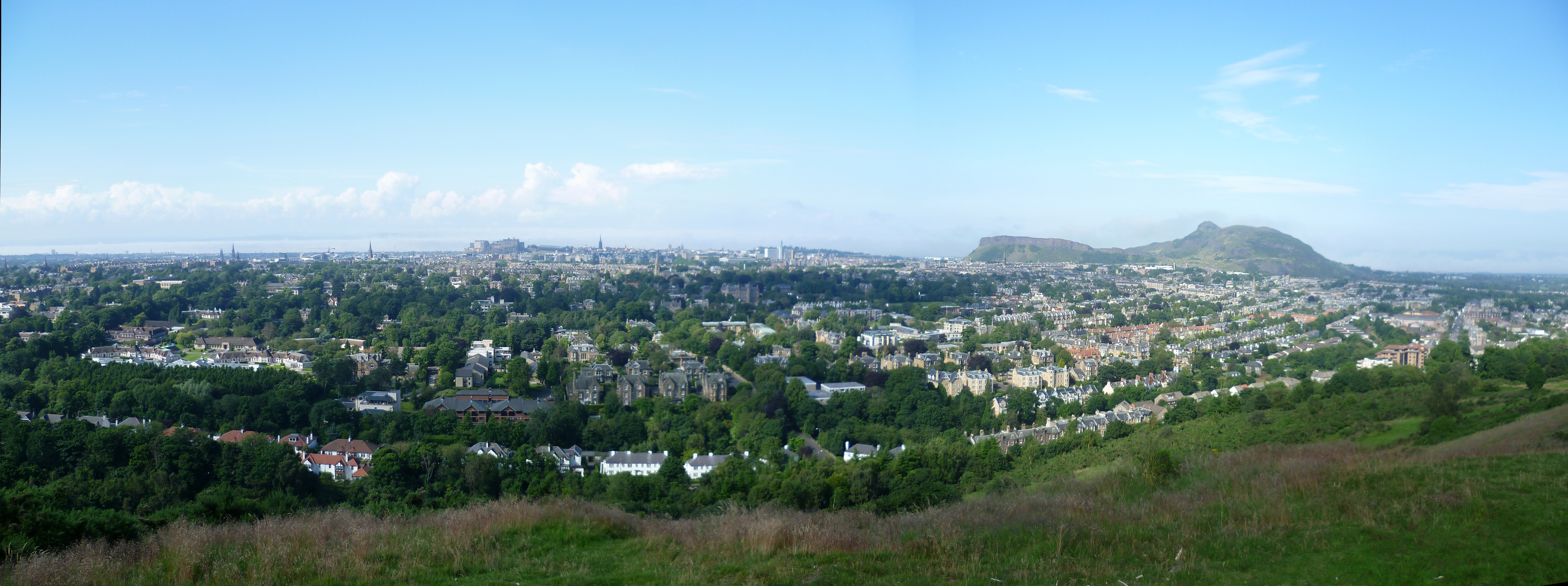
自布萊克福德山望愛丁堡

布萊克福德山（Blackford Hill）是蘇格蘭首都愛丁堡的一座山峰，高164（538英尺），位於布萊克福德地區。現在布萊克福德山和其鄰近地區被劃為自然保護區。山頂有一座古代城堡。現在布萊克福德山是愛丁堡重要的戶外運動場地，山頂附近有愛丁堡皇家天文台。

## 外部連結
- The Royal Observatory, Edinburgh （页面存档备份，存于）
- Friends of the Hermitage and Braid

55°55′N 3°12′W / 55.917°N 3.200°W